# Palm (PDA)

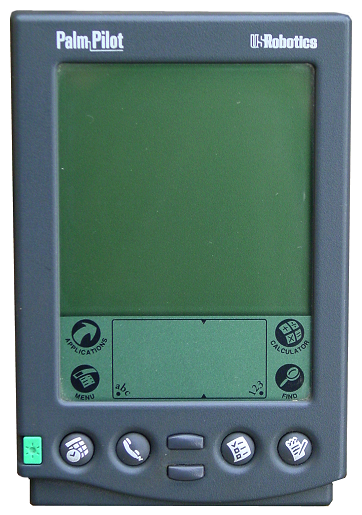
En Pilot 5000, som tillsammans med Pilot 1000 var den första modell som tillverkades.

Palm är en handdator liknande Newton. Den tillverkades ursprungligen av företaget Palm, Inc., som då var ett dotterbolag till US Robotics och senare köptes upp av Hewlett Packard. De första modellerna presenterades i mars 1996 under namnet Pilot. På grund av risken för namnförväxling och en stämningsansökan från penntillverkaren Pilot Corporation kom modeller släppta från och med mars 1997 att istället kallas PalmPilot.
Tidiga modeller byggde kring en Motorola DragonBall-processor men har med tiden bytts ut mot en ARM-processor av RISC-typ.